# Pandemia de COVID-19 en Kansas
El primer caso de la pandemia de enfermedad por coronavirus en Kansas, estado de los Estados Unidos, inició el 7 de marzo de 2020. Hay casos 10.812 casos confirmados, 5.092 recuperados y 241 fallecidos.

## Cronología

### Marzo

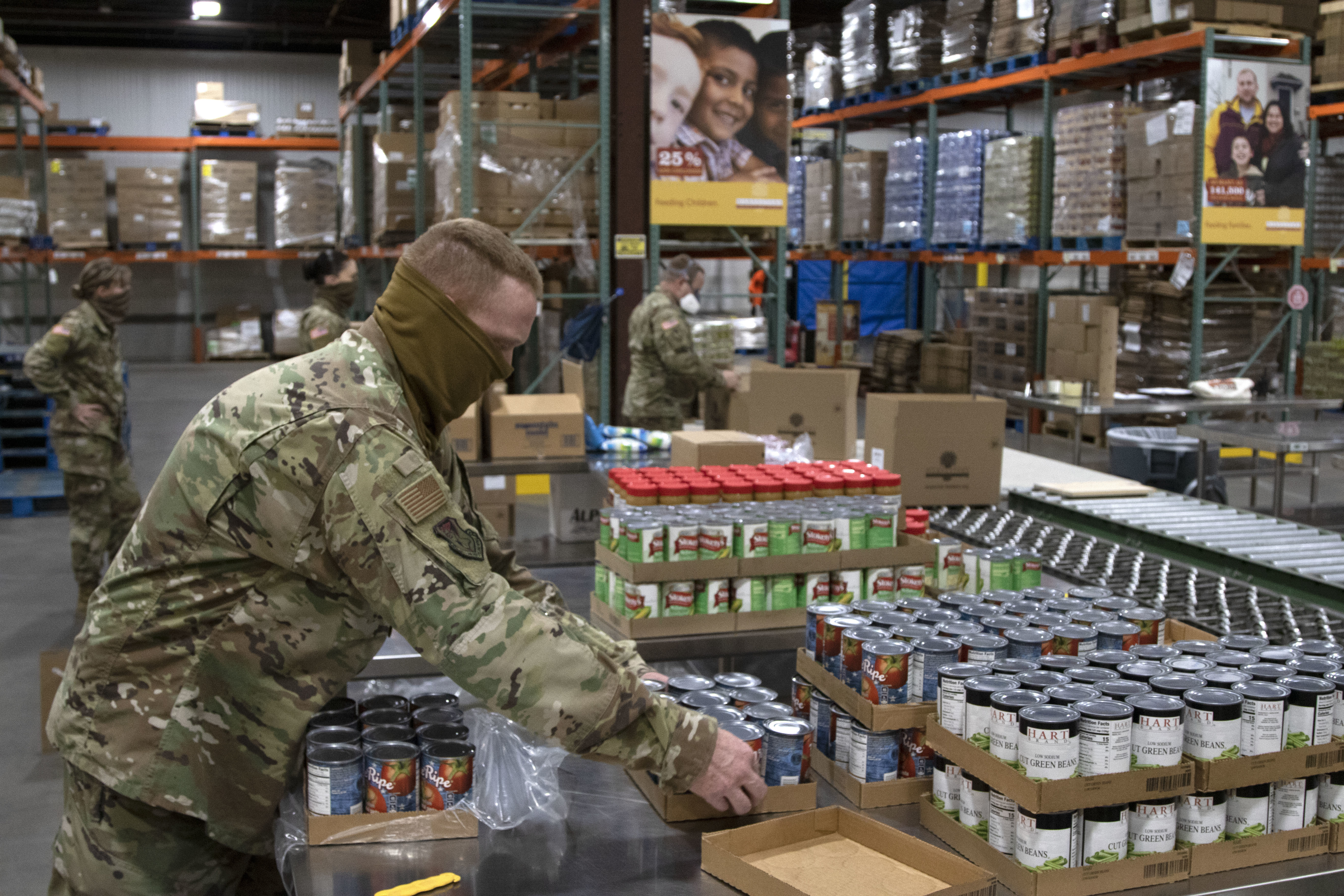
La Guardia Nacional de los Estados Unidos empacando alimentos del banco de alimentos de Harvesters. Las cajas de alimentos se enviarán a las familias de todo Kansas para satisfacer la demanda de alimentos causada por la pandemia COVID-19.

El primer caso  de COVID-19 fue reportado en el condado de Johnson el 7 de marzo. Era una mujer menor de 50 años con antecedentes de viaje al noreste de los Estados Unidos.
El 12 de marzo, se informaron otros 3 casos en el condado de Johnson. Estos eran hombres de entre 35 y 65 años que habían viajado recientemente a una conferencia en Florida. La primera muerte se informó en el condado de Wyandotte: un hombre de unos 70 años que tenía una afección cardíaca combinada con el COVID-19 que se identificó después de su muerte. El gobierno de Kansas declaró un estado de emergencia.
El 13 de marzo, se reportó un caso en Wichita, un hombre del condado de Butler de unos 70 años con un reciente viaje internacional.
El 14 de marzo, una mujer asociada con Johnson County Community College dio positivo por el virus. Este fue el primer caso conocido de transmisión local en el condado. El condado de Franklin anunció que tenían un caso presuntamente positivo.
El 15 de marzo, un hombre de unos 50 años fue reportado como el noveno caso en Kansas y el sexto en el condado de Johnson. El gobierno de Kansas pidió a las escuelas que cierren temporalmente.
El 16 de marzo, la gobernadora Laura Kelly anunció 2 casos adicionales en el condado de Johnson, causados por uno de los casos previamente identificados en el mismo condado. Esto eleva el total del estado a 11. La gobernadora Laura Kelly también anunció la prohibición de reuniones de 50 o más personas. Johnson, y el Gobierno Unificado del Wyandotte y Kansas City (KCK), en asociación con los gobiernos locales en Misuri; El condado de Jackson y Kansas City (KC), anunciaron la prohibición de reuniones de más de 10 personas, con efecto inmediato, así como el cierre de todos los bares, restaurantes y teatros por 15 días a partir del 17 de marzo.
El 17 de marzo, el condado de Johnson reportó 2 casos adicionales, lo que eleva el total del condado a 10 y el total del estado a 14. El condado de Wyandotte reportó 2 nuevos casos. Ambos pacientes son mujeres, uno en sus 40 y uno en sus 50. Ambos han sido dados de alta del hospital y se autoaislan en sus hogares. Los funcionarios del condado de Douglas informan sobre su primer caso, un hombre de unos 20 años que viajó recientemente a Florida, lo que eleva el total del estado a 16. La gobernadora Laura Kelly ordena que todas las escuelas públicas cierren por el resto del año escolar.
El 18 de marzo, el condado de Johnson confirmó 2 casos nuevos, lo que eleva el total del condado a 12. El VA Medical Center en Kansas City, Misuri, confirmó un caso en un veterano del condado de Wyandotte, Kansas. El condado de Leavenworth confirmó sus primeros 2 casos, uno era una mujer de unos 40 años con viajes internacionales recientes y el otro un caso de transmisión comunitaria. El condado de Morris confirmó 2 casos en residentes de Council Grove que habían viajado recientemente al Caribe.
El 19 de marzo, los condados de Cherokee, el Linn y el Jackson, informaron sus primeros casos. El condado de Johnson reportó 4 nuevos casos del virus, lo que eleva el total del condado a 16. En este día, el total de casos en Kansas alcanzó 36 casos. Se informó un segundo caso en el condado de Butler. El condado de Wyandotte reportó un total de 9 casos.
El 20 de marzo, el condado de Sedgwick denunció el primer caso en un residente del condado, en una mujer de Wichita. El condado de Leavenworth reportó 2 casos adicionales, lo que eleva el total del condado a 4. El condado de Johnson reportó 8 casos nuevos, lo que eleva el total en el condado a 24.
El 24 de marzo, los condados de Johnson y Wyandotte, junto con el condado de Jackson (Misuri), entraron en una orden de 30 días de permanencia en el hogar vigente a las 12:01 a. m. para frenar la propagación del virus en el Área Metropolitana de Kansas City.
El 25 de marzo, el condado de Wyandotte anunció una tercera muerte para el estado y los casos confirmados pasaron 100.
El 27 de marzo, se informó una cuarta muerte y los casos confirmados pasaron 200.
El 28 de marzo, se denunció una quinta muerte y la gobernadora Laura Kelly emitió una orden estatal de quedarse en casa para comenzar el lunes 30 de marzo a las 12:01 a. m.

### Junio
El 7 de junio, se publicó un documento que identificaba los grupos de virus del estado, citando a Lansing Correctional Facility como el brote más grande del estado.

## Impacto

### En el deporte
El 12 de marzo, el Kansas State High School Activities Association canceló los dos días restantes de sus torneos estatales de baloncesto, que se llevaban a cabo en Dodge City, Manhattan, Hutchinson, Salina, Emporia y Wichita. El 18 de marzo, la KSHSAA canceló todos los deportes de primavera.
El 12 de marzo, la National Collegiate Athletic Association canceló todos los torneos de invierno y primavera, especialmente los torneos de baloncesto de hombres y mujeres de la División I, afectando a colegios y universidades de todo el estado. El 16 de marzo, la National Junior College Athletic Association también canceló el resto de las temporadas de invierno, así como las temporadas de primavera.
El 12 de marzo, las preocupaciones sobre la COVID-19 causaron una suspensión de un mes de la temporada 2020 de la Major League Soccer que afectaba a Sporting Kansas City. El mismo día, el Campeonato de la USL también retrasó la temporada 2020 que afectaba al Sporting Kansas City II. También el 12 de marzo, Champions Indoor Football anunció un retraso de 30 días en la temporada que afectaba a Salina Liberty y Wichita Force. El 14 de marzo, el ECHL canceló el resto de la temporada 2019-20 que afecta al Wichita Thunder.